# Huell Howser
Huell Burnley Howser (ur. 18 października 1945 w Gallatin w stanie Tennessee, zm. 7 stycznia 2013 w Palm Springs w stanie Kalifornia) – amerykański aktor filmowy i telewizyjny, muzyk i komik.

## Filmografia
- 2006: Who Killed the Electric Car? (film dokumentalny) jako dziennikarz
- 2009: Simpsonowie jako on sam (głos)
- 2011: Kubuś i przyjaciele jako Bendezar (głos)